# 서산시의 향토유적
서산시의 향토유적은 「문화재보호법」및「충청남도 문화재 보호조례 」에 의거 지정되지 아니한 것으로서 향토의 역사·예술·학술상 가치가 있다고 인정되는 유적 또는 유물이다.

## 참고 문헌
- 서산시 홈페이지 - 고시/공고